# Deema Shehabi
Deema Shehabi (Kuwait, 1970) es una poeta y escritora kuwaití. Publicó su primer libro de poesía en 2011. Le siguió una antología que coeditó en 2012 en respuesta al bombardeo del histórico distrito literario de Bagdad y en 2014 una colaboración con otro poeta exiliado de una colección de poemas de estilo renga. 

## Biografía
Shehabi nació en Kuwait en 1970 en una familia palestina; su madre era de Gaza y su padre de Jerusalén. Asistió a The American School of Kuwait, con otros exiliados palestinos. El Kuwait de su infancia fue un paraíso para la libertad, la educación, el trabajo y un lugar donde aprendió a estar orgullosa de su cultura palestina. En 1988, vino a los Estados Unidos para asistir a la Universidad de Tufts y se licenció en historia y relaciones internacionales. Obtuvo una máster en 1993 en periodismo de la Universidad de Boston. 
Es la vicepresidenta de Radius of Arab-American Writers, Inc. (RAWI), y patrocina todos los años desde 2009 eventos nacionales con el fin de reunir a los artistas.
Shehabi ha publicado poemas en muchas revistas, incluyendo Poesía árabe-estadounidense contemporánea, Crab Orchard, DMQ Review, Drunken Boat, The Kenyon Review, Literary Imagination, Poetry London y The Poetry of Arab Women, entre otros, y fue nominada cuatro veces para el Premio Pushcart. Su trabajo ha sido traducido al árabe, persa y francés. Su primer libro, Thirteen Departures from the Moon, se publicó en 2011 y, a través de la poesía, abordó la sensación de estar atrapado entre dos mundos. Una sección especial de American Book Review en su edición de noviembre a diciembre de 2012 revisó la literatura árabe estadounidense. Shehabi fue una de las autoras cuyos trabajos fueron revisados en profundidad y fue mencionada en otra parte del tema como maestra en su uso de ghazal.
En respuesta al bombardeo de 2007 en la calle Al- Mutanabbi de Bagdad, el distrito literario histórico, Shehabi y Beau Beausoleil editaron una antología en 2012 llamada Al-Mutanabbi Street. Aquí comienza la respuesta de la gente al bombardeo. Los colaboradores incluyen a Yassin Alsalman y el periodista ganador del premio Pulitzer Anthony Shadid; Rijin Sahakian, productor de televisión iraquí con sede en Estados Unidos y Nazik Al-Malaika como parte de los 100 participantes. El libro ganó el Premio de Reconocimiento 2013 de los Premios del Libro del Norte de California presentados en la Biblioteca Pública de San Francisco. Rebecca Foust, Dartmouth Poeta en Residencia en Frost Place, elogió la edición de la prosa y la poesía alternadas como la creación de un ritmo coherente y un poderoso recordatorio de que lo que sucedió en la calle Al-Mutanabbi podría suceder en cualquier lugar.
Su publicación más reciente es una colaboración con una poeta judío-estadounidense, Marilyn Hacker, escrita al estilo de una renga japonesa, una forma de llamada y respuesta alterna. El libro, Diaspo/renga: a collaboration in alternating renga explora el viaje emocional de vivir en el exilio. La colaboración comenzó en 2009 como un intercambio de poemas que expresan pensamientos sobre las hostilidades de Gaza en 2008 y 2009. Es un entrelazamiento del diálogo sobre el conflicto, que explora la incapacidad de ser indiferente, ya que la guerra permanece en la mente como el trasfondo de tareas cotidianas incluso mundanas.

## Obras
- Shehabi, Deema. "Requiem for Arrival", Mississippi Review, Volume 32 No. 3 (2004), pp 263–264
- Shehabi, Deema. "At the Dome of the Rock", Mississippi Review, Volume 32 No. 3 (2004), p 262
- Shehabi, Deema. "The Narrative", The Kenyon Review, Volume 30 No. 1 (2008), pp 115–117
- Shehabi, Deema. "Helwa's Stories", The Massachusetts Review, Volume 50 No. 1–2 (April 2009), pp 144–147
- Shehabi, Deema. "Ghazal", Callaloo, Volume 32 No. 4 (December 2009), p 1161
- Shehabi, Deema. Thirteen departures from the moon: poems, Press 53, Winston-Salem, NC (2011)[15]
- Beausoleil, Beau and Deema Shehabi, eds. Al-Mutanabbi Street Starts Here: Poets and Writers Respond to the March 5th, 2007, Bombing of Baghdad's "Street of the Booksellers", PM Press, Oakland, CA (2012)[16]
- Hacker, Marilyn and Deema K Shehabi. Diaspo/renga: a collaboration in alternating renga, Holland Park Press, London (2014).[17]